# 白鷺號列車
白鷺（日语： Shirasagi */?）是西日本旅客鐵道（JR西日本）和東海旅客鐵道（JR東海）主要運行在名古屋、米原和敦賀之间，途徑東海道本線和北陸本線的特急列車。

## 運行概要

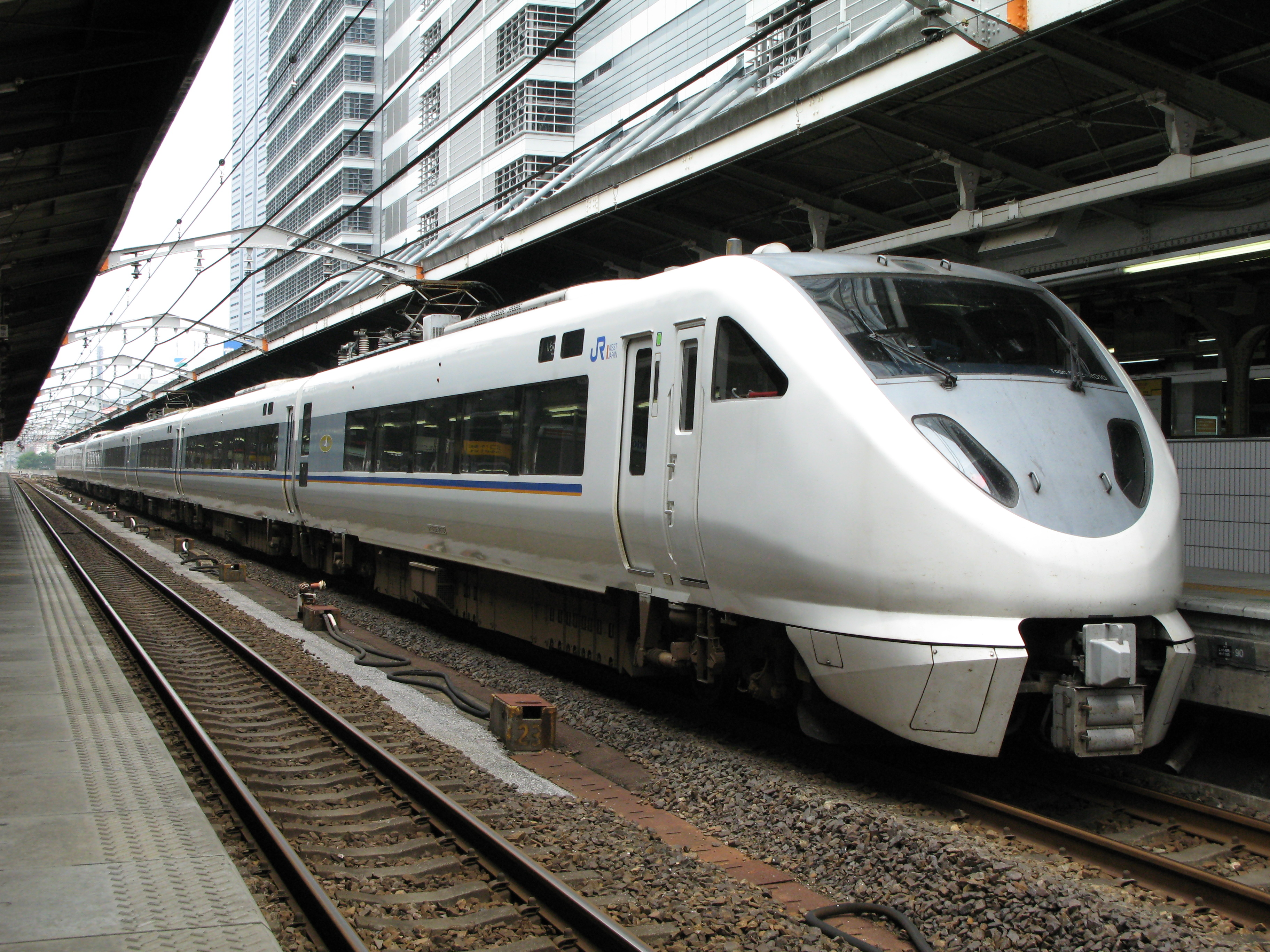
白鷺號在2015年3月之前曾使用過的683系2000番台列車，圖中所見是非貫通車頭端所使用的Kuro683型頭車（クロ683，2007年7月時攝於名古屋）
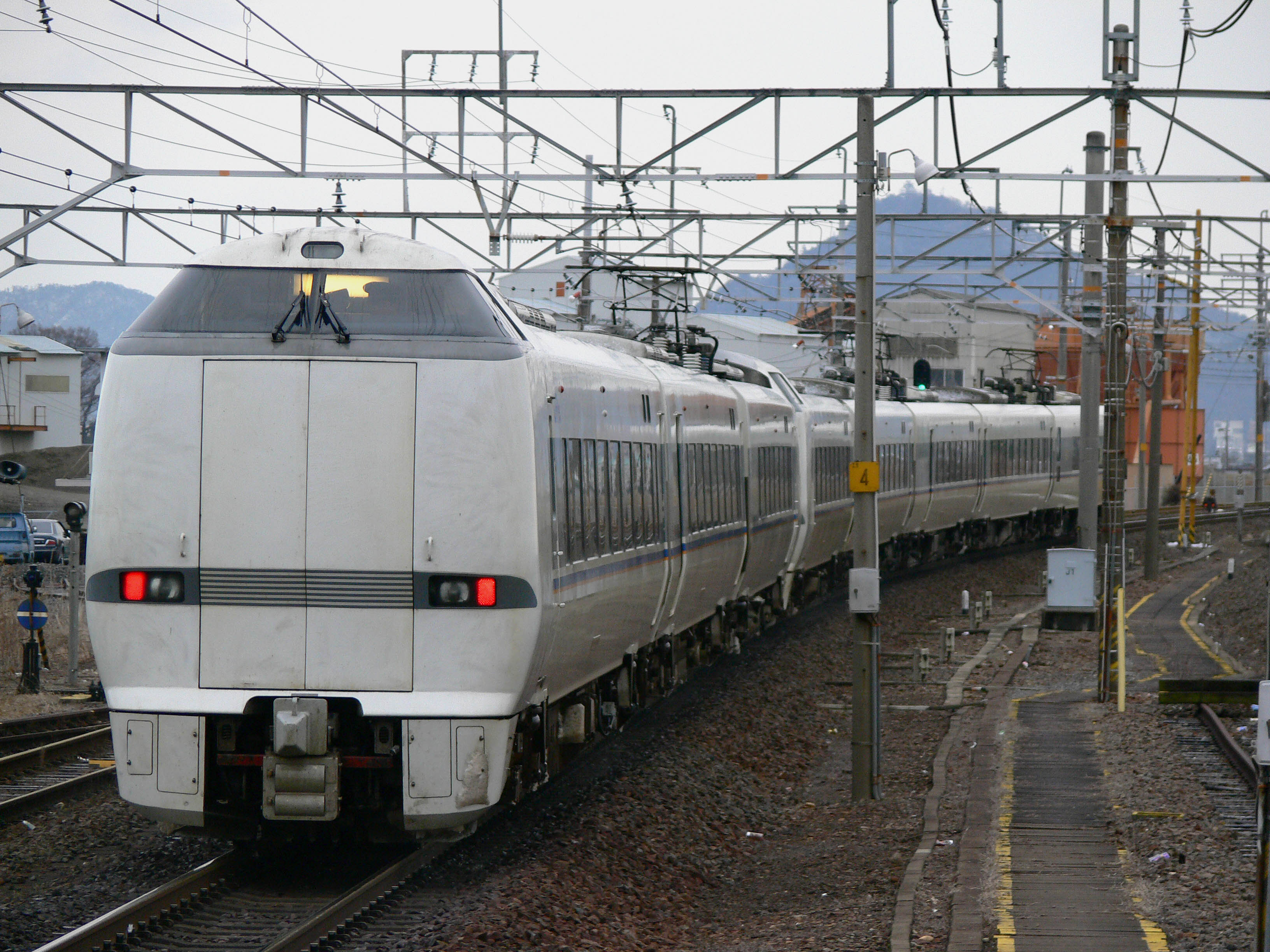
683系2000番台列車尾端的貫通型頭車，Kumoha683-1500型（クモハ683-1500，2006年1月時攝於穗積附近路段）

截至2024年3月16日的運營概要如下。
定期列車包括名古屋和敦賀之間的8個往返班次，米原和敦賀站之間的8個往返班次，共16個往返班次，每小時一班火車，從米原站的下行列車大概在每小時56分發車，敦賀站上行列車大概在每小時10分發車。 在米原站，考慮到需要與東海道新幹線連接，在白天與光號列車（東京站和新大阪站到發列車）約有9-10分鐘的接駁時間。
此列車原本有經北陸本線及七尾線分別開至富山車站及和倉溫泉車站，2015年3月14日改點後，金澤至富山及和倉溫泉間停駛，改以新開行的新幹線劍號列車與在來線能登篝火號列車（能登かがり火）替代。在2015年3月改點前，此列車名古屋〜富山間8往復，名古屋〜和倉溫泉間1往復，米原〜金澤間8往復。基本上由米原站發車間隔約1小時。其他季節列車上行4次、下行3次，主要在多客期運行。
最高速度130km/h。

### 停車站
敦賀方面
名古屋 - 尾張一宮 - 岐阜 - 大垣 - 米原 - （長濱） - 敦賀
- （ ）為一部分列車停車。
  - 長濱站：下行3・7・13・51・55・57号、上行6・12・16・56・58・60号停車。

### 使用車輛、編成

#### 現在的車輛
- 基本使用6輛編成運行。多客期時增結附屬3輛編成，以9輛編成運行[1]。

681系0番台・2000番台
2015年3月14日起，主要使用金澤綜合車輛所所属的W編成（0番台）・N編成（2000番台、前北越急行所属車）。
683系8000番台
2015年6月左右開始，金澤綜合車輛所所属的前北越急行所属車N03・N13編成改為「白鷺」顏色的塗裝，和上述的681系共同運用。

#### 過去車輛
- 481、485、489系

1964年「白鷺」登場時即使用至2003年。2001年投入專用顏色的更新車（舊「超級雷鳥」基本車組）。
在2006年後只有季節列車才會出現。
- 581、583系

1972年3月15日至1978年10月2日。與寢台特急「金星」互相交替使用。
- 683系

2000番台，側面有藍、橙色帶，於2015年3月14日之前服務「白鷺」。屬金澤綜合車輛所。

## 列車暱稱由來
- 加越：沿線令制國名、越前、加賀、越中合成。
- 兼六：沿線金澤市的兼六園。
- ：沿線九頭龍川。
- 白鷺：特急列車誕生時多以鳥命名、白鷺也不例外。

## 腳註
1. ↑   (PDF) (新闻稿). 西日本旅客鐵道. 2014-12-19  [2015-04-24]. （原始内容存档 (PDF)于2020-10-18）.
2. ↑  railf.jp（鉄道ニュース）、鉄道ファン. . 交友社. 2015-03-14  [2015-04-26]. （原始内容存档于2018-07-09）.
3. ↑  鉄道ジャーナル社. . 鉄道ジャーナル (成美堂出版). 2015, (2015年6月号): 91–95.